# Confucius cameroni
Confucius cameroni är en insektsart som beskrevs av William Lucas Distant 1910. Confucius cameroni ingår i släktet Confucius och familjen dvärgstritar. Inga underarter finns listade i Catalogue of Life.